# Pterostichus canallatus
Pterostichus canallatus är en skalbaggsart som beskrevs av Thomas Casey. Pterostichus canallatus ingår i släktet Pterostichus och familjen jordlöpare. Inga underarter finns listade i Catalogue of Life.